# Konstancja Łubieńska
Konstancja Łubieńska herbu Junosza (ur. 14 lutego 1798 w Krzekotowicach, zm. 16 stycznia 1867 w Poznaniu) – polska literatka i publicystka, przyjaciółka Adama Mickiewicza.

## Życiorys
Konstancja Łubieńska pochodziła z rodu Bojanowskich, była córką Bogusława Bojanowskiego (podkomorzego Stanisława Augusta) i Magdaleny Kęszyckiej.
Pierwszy chrzest Konstancji „z wody” miał miejsce zaraz po urodzeniu w Krzekotowicach, gdyż rodzice nie byli pewni, czy dziewczynka przeżyje. Druga uroczystość „chrzest z oleju”, będąca uzupełnieniem poprzedniej, odbyła się 12 grudnia 1799 r. w Kiączynie – Konstancja otrzymała wtedy drugie imię Anastazja.
Ukończyła pensję w Dreźnie. Była słynna z talentu, urody i dowcipu, była starannie wykształcona i wychowana. W 1819 r. wyszła za mąż za kapitana wojsk napoleońskich Józefa Łubieńskiego (1789-1846), z którym w 1827 r. zamieszkała w Budziszewku koło Rogoźna. Z Józefem Łubieńskim miała pięcioro dzieci: Walerię, Marię, Franciszka, Bogusława oraz Stanisława. W 1831 r. poznała Adama Mickiewicza, który w tym czasie gościł m.in. w Śmiełowie u jej siostry Antoniny Gorzeńskiej. 26 września 1831 r. Mickiewicz został ojcem chrzestnym Marii Tekli – córki Konstancji. Nawiązali romans – Łubieńska była gotowa porzucić dla poety męża z dziećmi oraz udać się na emigrację. Po Bożym Narodzeniu 1831 r. zawiozła swoim powozem Mickiewicza do Drezna. Gdy poeta zamieszkał w Paryżu, założyła na jego nazwisko konto, na które wpłacała znaczne sumy. Wzajemna fascynacja przerodziła się z czasem w przyjaźń, podtrzymywaną później przez trwającą 20 lat korespondencję, szczególnie obfitą w latach 1845–1855. Obejmowała ona 29 listów.
Była zaangażowana w konspiracyjną działalność niepodległościową. Utrzymywała kontakty z obozem emigracyjnym, przesyłała m.in. na ręce Adama Czartoryskiego składki pieniężne. Z powodu częstych wyjazdów za granicę była podejrzana o przewożenie korespondencji politycznej i szykanowana przez policję pruską. Od lutego 1846 r. do września 1847 r. przebywała w Paryżu, gdzie znalazła się pod wpływem towiańszczyzny.
Zajmowała się pracą społeczną i literacką, napisała m.in. romans Niedowiarek, powieść moralna (1842), w której przedstawiła dzieje związku mężatki z poetą. Utwór osiągnął znaczną popularność w Wielkopolsce, gdyż czytelnicy interesowali się kulisami romansu autorki z Mickiewiczem. Była jedną z założycielek Dziennika Domowego, pisma dla kobiet ukazującego się od 1840 r., redagowanego przez Napoleona Kamieńskiego. Przetłumaczyła z języka niemieckiego „Przewodnik dla nauczycieli w domach ochrony małych dzieci” L. Chimaniego (1841). Korespondowała z Eustachym Januszkiewiczem, Klementyną z Tańskich Hoffmanową, Klaudyną Potocką. W swoim domu gościła: Leona Przyłuskiego, Jana Koźmiana, Teodora Teofila Mateckiego, Karola Marcinkowskiego. Subsydiowała Towarzystwo Naukowej Pomocy w Poznaniu. W 1842 r. założyła przytułek dla sierot w Marcelinie. Po śmierci męża Józefa (1846) wyszła za mąż po raz drugi (1847), za Wandalina Wodpola, guwernera swych dzieci.
Była właścicielką dzisiejszego Budziszewka oraz Marcelina, w którym gościła w latach 1847–1848 najstarszą córkę Mickiewicza – Marię. W 1850 r. Łubieńska-Wodpolowa założyła w Marcelinie Szkołę Gospodarską dla dziewcząt. Na wieść o śmierci Adama Mickiewicza w listopadzie 1855 r. wyruszyła do Paryża, gdzie brała udział w pogrzebie przyjaciela – wieszcza. Zmarła 12 lat później. Została pochowana w Budziszewku.

## Publikacje
- Bajki dla dzieci 1841[8]
- Niedowiarek, powieść moralna 1842
- Upominek moim współziomkom na zbliżający się rok 1854 (bezimiennie, 1853)[9]
- Listy śp. Adama Mickiewicza do pani Konstancji 1863.

## W kulturze
Konstancja Łubieńska jest wymieniona w tekście piosenki Jacka Kaczmarskiego „Czaty śmiełowskie” (album Pochwała łotrostwa z 1997 roku), nawiązującym do historii pobytu Adama Mickiewicza w Wielkopolsce w 1831 roku.
W serialu telewizyjnym Niepewność opowiadającym historię romansu Adama Mickiewicza z Marylą Wereszczakówną oraz pobytu poety w Śmiełowie, w rolę Konstancji wcieliła się aktorka Weronika Janosz.
Konstancja Łubieńska jest jedną z bohaterek opowiadania Rękopis dla wnuków (1955) Gustawa Bojanowskiego. Pojawia się także (jako Pani Konstancya) w wierszu Tadeusza Różewicza pt. „Klocek”, do napisania którego zainspirowała poetę wizyta w Śmiełowie w roku 1993.